# Alain Paillou
Pour les articles homonymes, voir Paillou.
Alain Paillou est un dessinateur de bande dessinée français, né en 1958.

## Biographie
Vivant à Saintes, il a commencé sa carrière comme maquettiste de presse, puis en illustrant des contes pour enfants. Il est coauteur de la série Santonus (en collaboration avec Henri Texier et Catherine Moreau).
L'album Parabellum, scénarisé par Jean-Blaise Djian et Olivier Legrand, et dont l'action utilise les ressorts du complot de la Cagoule dans la France des années 1930, est publié en 2005. Toujours avec les mêmes scénaristes, sort à partir de 2011, la série Le service, saluée par la critique .
En 2017, il participe au Guide de Paris en bandes dessinées (éditions Petit à petit) sous la direction d'Oliv', avec une couverture de Jim .

## Publications

### Albums
- Parabellum, scénarisé par Olivier Legrand et Jean-Blaise Djian, Alain Paillou. Parution le 18 mars 2005 chez Emmanuel Proust éditions, dans la collection Petits meurtres, préfacé par Guillaume Piketty.
- Agatha Christie :
  1. Tome 14. Les Quatre (scénario et dessin), avec Wilmaury (couleurs), Emmanuel Proust éditions, 2006
- Le Service, avec Jean-Blaise Djian et Olivier Legrand (scénario), Emmanuel Proust éditions : 
  1. Tome 1. Premières armes 1960-1968[1], 2011  (ISBN 978-2848103525)
  2. Tome 2. Hautes Sphères 1974-1979[2], 2013  (ISBN 978-2848104201)
- L'Arbre, scénarisé par Nicolas Grappin, paru en 2014 chez La Fourmilière BD (édition par souscription[4])
- Bloody Words, avec Jean-Blaise Djian et Frédéric Marniquet (scénario), Éditions Cerises & Coquelicots :
  1. Tome 1. Cauchemars [5], 2017
- Jeanne d'Arc [6], avec Jérôme Eho (scénario), éditions Orep, 2017
- Richard Cœur de Lion, avec Jean-François Miniac (scénario), préface de Maxence de Rugy, éditions Orep, 2021  (ISBN 978-2815105316)

### Participations
- Guide de Paris en bandes dessinées, sous la direction d' Oliv' [3], éditions Petit à petit, 2017
- Histoires incroyables des 24h du Mans, collectif, sous la direction d' Oliv', Petit à petit, 2019
- Polar, Shots entre amis à Cognac, collectif, sous la direction de Bruno Lecigne, préface d'Olivier Marchal, chapitre avec Jean-François Miniac (scénario), Les Humanoïdes associés, 2020[7]  (ISBN 978-2-7316-8844-3)